# Trichoepalpus emarginatus
Trichoepalpus emarginatus är en tvåvingeart som beskrevs av Townsend 1914. Trichoepalpus emarginatus ingår i släktet Trichoepalpus och familjen parasitflugor.
Artens utbredningsområde är Ecuador. Inga underarter finns listade i Catalogue of Life.